# Nephrotoma serricornis
Nephrotoma serricornis är en tvåvingeart som först beskrevs av Enrico Adelelmo Brunetti 1912.  Nephrotoma serricornis ingår i släktet Nephrotoma och familjen storharkrankar. Inga underarter finns listade i Catalogue of Life.